# 威廉·艾伦·伊根
威廉·艾伦·伊根（William Allen Egan，1914年10月8日—1984年5月6日），美国政治人物，民主党人。1959年至1966年，担任阿拉斯加州第1任州长；1970年至1974年，再次担任阿拉斯加州州长。

## 生平
威廉·艾伦·伊根生于阿拉斯加領地瓦尔迪兹。1959年，阿拉斯加建州，伊根参选州长并获胜。1974年，伊根离任州长后，淡出了公众视野。1984年5月6日，因肺癌去世，享年69岁。